# Soul Rebels
Soul Rebels е вторият музикален албум, създаден от групата „Уейлърс“ от Кингстън, Ямайка на Боб Марли.
Той е и първият ѝ албум, продаван извън територията на Ямайка. С продукцията се заема продуцентът Лий Пери – Скрач, който през август 1970 г. записва целия албум. Сесиите на звукозаписа се провеждат в Рендис Студио 17, разположено в Кингстън. Това привършва през ноември.
Пуснат е на пазара на Обединеното кралство от Троуджън Рекърдс през декември 1970 г. След това е преиздаван няколко пъти, все от различни компании. Продукцията на Пери не впечатлява с разточителство, създава чувство за преследване. Чуват се единствено китара, бас китара, барабани, електронни органи, както и вокали, но няма духова секция или други подобни орнаменти.
Първата песен, Soul Rebel, е първата, написана от Пери и Марли. Марли е създателят на идеята за песента, а Пери я аранжира и пише музиката заедно с Боб Марли; последният издиктува текста.
В Олмюзик Soul Rebels получава блестяща ретроспективна оценка, като авторът на критиката определя албума като „странен и прекрасен сет със старо реге, което на моменти е бързо и разпуснато спрямо установените конвенции в жанра.“
В книгата „Аз и аз: Естествени мистици: Марли, Тош и Уейлър“ Колин Грант пише, че групата не е доволна от изображението, напомнящо лека порнография, което се нахожда на корицата на албума. То не е в съгласие с вътрешните виждания на членовете на групата, които са недоволни, че не е потърсено мнението им, преди да се направи корицата.